# Kalter Engel
Kalter Engel ist ein deutscher Kriminalfilm von Peter Vogel aus dem Jahr 1986. Ursprünglich war er als Teil der Kriminalreihe Polizeiruf 110 vorgesehen, wurde jedoch als Einzelfilm gesendet.

## Handlung
Winter im Erzgebirge: Kellnerin Ilona Herfurth träumt für sich und ihren zehnjährigen Sohn Jimmy von einem besseren Leben. Die geschiedene Frau will sich eine eigene Gaststätte kaufen und dort Musik und Tanz für die Gäste bieten. Ein eigenes Lokal kostet jedoch mehrere 10.000 Mark, die sie nicht hat. Mit ihrem neuen Freund Dietmar Freistrath, der als Barpianist ebenfalls von einer eigenen Gaststätte träumt, entwickelt sie einen Plan.
Ilona wuchs in einer Familie von Schnitzern auf. Ihr Ziehvater Roland Gerlach hält an der Tradition fest, schnitzt in einem Verein und lehnt kommerzialisiertes Drechslerwesen mit Maschinen ab. Ilona sieht im Handwerk jedoch nur den Marktwert. Eines Tages bricht der alte Schnitzer Will in Gerlachs Haus zusammen. Er nennt Ilonas Namen und wird kurz darauf ins Krankenhaus eingeliefert. Er stirbt und die Erben suchen in seinen Hinterlassenschaften vergeblich nach einer Kiste, in der Will seine alten Schnitzkunstwerke aufbewahrt hatte. Hauptmann Kurt Stein ist es nicht möglich, auf dem alten Dachboden, wo die Kiste jahrelang unbeachtet stand, Spuren zu sichern. Der örtliche Schnitzverein ist über die verschwundene Kiste empört, hatte Will dem Verein doch die alten Stücke vererben wollen.
Ilona hat zusammen mit Dietmar die Kiste gestohlen. Sie lagern das Diebesgut in einem alten Stollen und holen die wertvollsten Stücke nach und nach in ihre Wohnungen. Mit der Zeit werden weitere Schnitzer um ihre wertvollen Stücke erleichtert. Als Ilona und Dietmar mal wieder im Stollen sind, um neues Diebesgut zu verstecken, erscheint Gerlach, der längst von den Machenschaften seiner Tochter geahnt hat. Er fordert sie auf, die Figuren zurückzugeben, doch weigert sich Ilona. Plötzlich stürzt ein Teil des Stollens ein und Gerlach wird verletzt. Er kommt ins Krankenhaus und Ilona und Dietmar behaupten, er sei vom Dach gestürzt. Wenig später ist Ilona überrascht, als Gerlach vom Krankenhaus aus direkt zu seinem Bruder an die See reist. Kurz darauf bricht durch Manipulation der Stützbalken ein Teil des Stollens zusammen, in dem Ilona und Dietmar die Schnitzereien gelagert haben. Seit einem halben Jahr sind sie nicht mehr da gewesen, zumal nur noch die weniger wertvollen Stücke im Stollen lagern. Die Ermittler finden jedoch das Lager und auch Überreste früherer Besucher. Es stellt sich heraus, dass Gerlach 1932 mit anderen Kommunisten den Stollen als geheimen Treffpunkt nutzte. Gerlach gibt vor, nicht zu wissen, wie die Schnitzereien in den Stollen kamen oder wer sie dahin gebracht habe. Den Ermittlern erscheint verdächtig, dass gerade Gerlach bisher als Einziger von Diebstählen verschont geblieben ist.
Es ist Weihnachten geworden und Ilona will ihren Plan endlich vollenden. Sie bedient in der Gaststätte eine Brigade, die als Touristengruppe ins Erzgebirge gekommen ist. Die Gäste werden mit Dietmar als Reiseführer in einem Bus durch die verschneite Landschaft gefahren, sie besuchen eine Schnitzerwerkstatt und bestaunen die wertvollen Holzkunstwerke und kehren schließlich in der Gaststätte ein, in der Ilona kellnert. Als sich nun einer der Gäste erkundigt, wo man Originale erwerben könne, lotst Ilona ihn in ein Nebenzimmer. Auf die Weise kann sie zahlreiche Stücke für je 2.000 Mark verkaufen und hat am Ende der Aktion über 18.000 Mark eingenommen. Kurt Stein vermutet unterdessen, dass Ilona die Diebin sein könnte. Er sucht Gerlach auf, der ihm seinen Verdacht indirekt bestätigt. Als Dietmar sich freiwillig bei der Polizei stellt und ein Geständnis ablegt, können die Ermittler auch Ilona verhaften. Sie war gerade in zusätzliche Schwierigkeiten geraten, als sich zwei Gäste als professionelle Hehler von Schnitzereien entpuppten. Sie akzeptierten nicht, dass Ilona ihnen keine weiteren Stücke verkaufen wollte, und setzten sie unter Druck. Auch die beiden Männer werden mit aufs Revier genommen.

## Produktion
Kalter Engel (Arbeitstitel: Im blauen Engel) wurde vom 9. Dezember 1984 bis 28. Februar 1985 u. a. in Schwarzenberg, Schneeberg, Lößnitz, Zwönitz sowie in Vitt (Gemeinde Putgarten, Insel Rügen) gedreht. Im Abspann wird der Bergsicherung Schneeberg und der Schnitzergemeinschaft Lößnitz für ihre Unterstützung gedankt. Die Kostüme schuf Waltraut Damm, die Filmbauten stammen von Knut Lempio. Die Musik schrieb Bernd Wefelmeyer, wobei die Lieder von Anke Schenker eingesungen wurden. Der Film erlebte am 6. Dezember 1986 im 1. Programm des Fernsehens der DDR seine Premiere. Ursprünglich wurde der Film als Folge der Fernsehreihe Polizeiruf 110 produziert, jedoch außerhalb der Reihe gesendet. Er gehört damit, wie auch die Filme
- Gelb ist nicht nur die Farbe der Sonne (1979)
- Herbstzeit (1979)
- Die lieben Luder (1983)
- Klassenkameraden (1984)
- Außenseiter (1986)
- Im Alter von … (1974)
- Rosis Mann (1984)

zu den produzierten Polizeiruf-Folgen, die aus unterschiedlichen Gründen nicht in die Polizeiruf-Reihe aufgenommen wurden oder keine Sendefreigabe erhielten.
Auch wurde der Film um mehrere Minuten gekürzt. Unter anderem entfiel auf Anweisung eine Szene auf dem Berliner Alexanderplatz, in der sich Kurt Stein mit Peter Fuchs (Peter Borgelt) unterhält. Seit 5. Dezember 2010 sendete der hr bereits mehrfach die rund fünf Minuten längere ungeschnittene Fassung des Films mit Polizeiruf-Vorspann, und der Einblendung Ein Film […] aus der Reihe „Polizeiruf 110“.

## Kritik
TV Spielfilm schrieb, dass der „hausbackene Krimi […] deutlich unter dem Mangel an spektakulären Entfaltungsmöglichkeiten für DDR-Gauner [leidet]. Fazit: Wenn’s weiter nichts zu verbrechen gibt …“